# Volei la Jocurile Olimpice de vară din 2020 - feminin, plajă
Turneul feminin de volei pe plajă de la Jocurile Olimpice de vară din 2020 a avut loc în perioada 24 iulie-6 august 2021 la Shiokaze Park. Inițial turneul trebuia să aibă loc în perioada 25 iulie-8 august 2020, dar a fost amânat din cauza pandemiei de COVID-19, CIO și comitetul de organizarea al Jocurilor Olimpice anunțând această amânare la 24 martie 2020. Din cauza pandemiei, toate meciurile s-au jucat fără spectatori.

## Echipe
24 de echipe au fost trase la sorți în șase grupe de câte patru echipe.
| Echipa                                     | Țară                       |
| ------------------------------------------ | -------------------------- |
| Ana Gallay / Fernanda Pereyra              | Argentina                  |
| Taliqua Clancy / Mariafe Artacho del Solar | Australia                  |
| Ágatha Bednarczuk / Eduarda Santos Lisboa  | Brazilia                   |
| Ana Patrícia Ramos / Rebecca Cavalcanti    | Brazilia                   |
| Heather Bansley / Brandie Wilkerson        | Canada                     |
| Sarah Pavan / Melissa Humana-Paredes       | Canada                     |
| Wang Fan / Xia Xinyi                       | China                      |
| Xue Chen / Wang Xinxin                     | China                      |
| Lidy Echevarría / Leila Martínez           | Cuba                       |
| Barbora Hermannová / Markéta Sluková       | Cehia                      |
| Margareta Kozuch / Laura Ludwig            | Germania                   |
| Julia Sude / Karla Borger                  | Germania                   |
| Marta Menegatti / Viktoria Orsi Toth       | Italia                     |
| Miki Ishii / Megumi Murakami               | Japonia                    |
| Gaudencia Makokha / Brackcides Khadambi    | Kenya                      |
| Anastasija Kravčenoka / Tīna Graudiņa      | Letonia                    |
| Sanne Keizer / Madelein Meppelink          | Olanda                     |
| Katja Stam / Raïsa Schoon                  | Olanda                     |
| Nadezda Makroguzova / Svetlana Kholomina   | COR                        |
| Liliana Fernández / Elsa Baquerizo         | Spania                     |
| Nina Betschart / Tanja Hüberli             | Elveția                    |
| Joana Heidrich / Anouk Vergé-Dépré         | Elveția                    |
| Kelly Claes / Sarah Sponcil                | Statele Unite ale Americii |
| Alix Klineman / April Ross                 | Statele Unite ale Americii |

## Arbitri
Următorii arbitri au fost selectați pentru a oficia la acest turneu.
- Osvaldo Sumavil
- Mário Ferro
- Wang Lijun
- Juan Carlos Saavedra
- Charalampos Papadogoulas
- Mariko Satomi
- Davide Crescentini
- Agnieszka Myszkowska
- Rui Carvalho
- Roman Pristovakin
- Giovanni Bake
- José María Padrón
- Brig Beatie

## Rezultate

### Faza preliminară
Primele două echipe din fiecare grupă împreună cu cele mai bune două echipe de pe locul 3 s-au calificat direct în optimile de finală. Celelalte patru echipe de pe locul 3 au jucat în play-off, două dintre ele calificându-se în optimile de finală.

#### Grupa A
| L | Echipa                       | M | V | Î | P | SC | SP | Ratio 1 | PÎ  | PP  | Ratio 2 |
| - | ---------------------------- | - | - | - | - | -- | -- | ------- | --- | --- | ------- |
| 1 | Pavan – Humana-Paredes (CAN) | 3 | 3 | 0 | 6 | 6  | 0  | MAX     | 129 | 96  | 1,344   |
| 2 | Vergé-Dépré – Heidrich (SUI) | 3 | 2 | 1 | 5 | 4  | 3  | 1,333   | 135 | 120 | 1,125   |
| 3 | Stam – Schoon (NED)          | 3 | 1 | 2 | 4 | 2  | 4  | 0,500   | 113 | 123 | 0,919   |
| 4 | Sude – Borger (GER)          | 3 | 0 | 3 | 3 | 1  | 6  | 0,167   | 106 | 144 | 0,736   |

Legendă:
M= meciuri jucate, V=victorii, Î=înfrângeri, P=puncte, SC=seturi câștigate, SP=seturi pierdute, Ratio 1=seturi câștigate/seturi pierdute, PM=puncte marcate, PP=puncte încasate, Ratio 2=puncte câștigate/puncte pierdute
| 24 iulie 2021 12:00 | Pavan – Humana-Paredes | 2–0 | Stam – Schoon | Shiokaze Park, Tokyo Arbitru(i): Giovanni Bake (RSA), Charalampos Papadogoulas (GRE) Raport(e): Rezultat |
| 24 iulie 2021 12:00 | (21–16, 21–14)         |     |               | Shiokaze Park, Tokyo Arbitru(i): Giovanni Bake (RSA), Charalampos Papadogoulas (GRE) Raport(e): Rezultat |

| 24 iulie 2021 17:00 | Heidrich – Vergé-Dépré | 2–1 | Sude – Borger | Shiokaze Park, Tokyo Arbitru(i): Davide Crescentini (ITA), Brig Beatie (USA) Raport(e): Rezultat |
| 24 iulie 2021 17:00 | (21–8, 21–23, 15–6)    |     |               | Shiokaze Park, Tokyo Arbitru(i): Davide Crescentini (ITA), Brig Beatie (USA) Raport(e): Rezultat |

| 26 iulie 2021 12:00 | Pavan – Humana-Paredes | 2–0 | Sude – Borger | Shiokaze Park, Tokyo Arbitru(i): Juan Carlos Saavedra (COL), Rui Carvalho (POR) Raport(e): Rezultat |
| 26 iulie 2021 12:00 | (21–17, 21–14)         |     |               | Shiokaze Park, Tokyo Arbitru(i): Juan Carlos Saavedra (COL), Rui Carvalho (POR) Raport(e): Rezultat |

| 26 iulie 2021 21:00 | Heidrich – Vergé-Dépré | 2–0 | Stam – Schoon | Shiokaze Park, Tokyo Arbitru(i): Brig Beatie (USA), Agnieszka Myszkowska (POL) Raport(e): Rezultat |
| 26 iulie 2021 21:00 | (22–20, 21–18)         |     |               | Shiokaze Park, Tokyo Arbitru(i): Brig Beatie (USA), Agnieszka Myszkowska (POL) Raport(e): Rezultat |

| 29 iulie 2021 10:00 | Pavan – Humana-Paredes | 2–0 | Heidrich – Vergé-Dépré | Shiokaze Park, Tokyo Arbitru(i): Roman Pristovakin (RUS), Wang Lijun (CHN) Raport(e): Rezultat |
| 29 iulie 2021 10:00 | (21–13, 24–22)         |     |                        | Shiokaze Park, Tokyo Arbitru(i): Roman Pristovakin (RUS), Wang Lijun (CHN) Raport(e): Rezultat |

| 29 iulie 2021 15:00 | Sude – Borger  | 0–2 | Stam – Schoon | Shiokaze Park, Tokyo Arbitru(i): Agnieszka Myszkowska (POL), Charalampos Papadogoulas (GRE) Raport(e): Rezultat |
| 29 iulie 2021 15:00 | (22–24, 16–21) |     |               | Shiokaze Park, Tokyo Arbitru(i): Agnieszka Myszkowska (POL), Charalampos Papadogoulas (GRE) Raport(e): Rezultat |

#### Grupa B
| L | Echipa                    | M | V | Î | P | SC | SP | Ratio 1 | PÎ  | PP  | Ratio 2 |
| - | ------------------------- | - | - | - | - | -- | -- | ------- | --- | --- | ------- |
| 1 | Ross – Klineman (USA)     | 3 | 3 | 0 | 6 | 6  | 1  | 6,000   | 140 | 109 | 1,284   |
| 2 | Xue – Wang X (CHN)        | 3 | 2 | 1 | 5 | 4  | 3  | 1,333   | 143 | 128 | 1,117   |
| 3 | Liliana – Baquerizo (ESP) | 3 | 1 | 2 | 4 | 2  | 5  | 0,400   | 108 | 137 | 0,788   |
| 4 | Keizer – Meppelink (NED)  | 3 | 0 | 3 | 3 | 3  | 6  | 0,500   | 160 | 177 | 0,904   |

Legendă:
M= meciuri jucate, V=victorii, Î=înfrângeri, P=puncte, SC=seturi câștigate, SP=seturi pierdute, Ratio 1=seturi câștigate/seturi pierdute, PM=puncte marcate, PP=puncte încasate, Ratio 2=puncte câștigate/puncte pierdute
| 25 iulie 2021 09:00 | Klineman – Ross | 2–0 | Xue – Wang X | Shiokaze Park, Tokyo Arbitru(i): Mariko Satomi (JPN), Davide Crescentini (ITA) Raport(e): Rezultat |
| 25 iulie 2021 09:00 | (21–17, 21–19)  |     |              | Shiokaze Park, Tokyo Arbitru(i): Mariko Satomi (JPN), Davide Crescentini (ITA) Raport(e): Rezultat |

| 25 iulie 2021 21:00 | Keizer – Meppelink    | 1–2 | Liliana – Baquerizo | Shiokaze Park, Tokyo Arbitru(i): Davide Crescentini (ITA), Osvaldo Sumavil (ARG) Raport(e): Rezultat |
| 25 iulie 2021 21:00 | (21–19, 18–21, 14–16) |     |                     | Shiokaze Park, Tokyo Arbitru(i): Davide Crescentini (ITA), Osvaldo Sumavil (ARG) Raport(e): Rezultat |

| 27 iulie 2021 09:00 | Klineman – Ross | 2–0 | Liliana – Baquerizo | Shiokaze Park, Tokyo Arbitru(i): Mário Ferro (BRA), Davide Crescentini (ITA) Raport(e): Rezultat |
| 27 iulie 2021 09:00 | (21–13, 21–16)  |     |                     | Shiokaze Park, Tokyo Arbitru(i): Mário Ferro (BRA), Davide Crescentini (ITA) Raport(e): Rezultat |

| 27 iulie 2021 16:00 | Keizer – Meppelink    | 1–2 | Xue – Wang X | Shiokaze Park, Tokyo Arbitru(i): Rui Carvalho (POR), Agnieszka Myszkowska (POL) Raport(e): Rezultat |
| 27 iulie 2021 16:00 | (21–19, 29–31, 13–15) |     |              | Shiokaze Park, Tokyo Arbitru(i): Rui Carvalho (POR), Agnieszka Myszkowska (POL) Raport(e): Rezultat |

| 30 iulie 2021 09:00 | Klineman – Ross      | 2–1 | Keizer – Meppelink | Shiokaze Park, Tokyo Arbitru(i): Agnieszka Myszkowska (POL), Juan Carlos Saavedra (COL) Raport(e): Rezultat |
| 30 iulie 2021 09:00 | (20–22, 21–17, 15–5) |     |                    | Shiokaze Park, Tokyo Arbitru(i): Agnieszka Myszkowska (POL), Juan Carlos Saavedra (COL) Raport(e): Rezultat |

| 30 iulie 2021 17:00 | Liliana – Baquerizo | 0–2 | Xue – Wang X | Shiokaze Park, Tokyo Arbitru(i): Davide Crescentini (ITA), Osvaldo Sumavil (ARG) Raport(e): Rezultat |
| 30 iulie 2021 17:00 | (13–21, 10–21)      |     |              | Shiokaze Park, Tokyo Arbitru(i): Davide Crescentini (ITA), Osvaldo Sumavil (ARG) Raport(e): Rezultat |

#### Grupa C
| L | Echipa                    | M | V | Î | P | SC | SP | Ratio 1 | PÎ  | PP  | Ratio 2 |
| - | ------------------------- | - | - | - | - | -- | -- | ------- | --- | --- | ------- |
| 1 | Wang F – Xia (CHN)        | 3 | 3 | 0 | 6 | 6  | 1  | 6,000   | 138 | 106 | 1,302   |
| 2 | Ágatha – Duda (BRA)       | 3 | 2 | 1 | 5 | 4  | 2  | 2,000   | 116 | 108 | 1,074   |
| 3 | Bansley – Wilkerson (CAN) | 3 | 1 | 2 | 4 | 3  | 4  | 0,750   | 126 | 128 | 0,984   |
| 4 | Gallay – Pereyra (ARG)    | 3 | 0 | 3 | 3 | 0  | 6  | 0,000   | 89  | 127 | 0,701   |

Legendă:
M= meciuri jucate, V=victorii, Î=înfrângeri, P=puncte, SC=seturi câștigate, SP=seturi pierdute, Ratio 1=seturi câștigate/seturi pierdute, PM=puncte marcate, PP=puncte încasate, Ratio 2=puncte câștigate/puncte pierdute
| 24 iulie 2021 11:00 | Ágatha – Duda  | 2–0 | Gallay – Pereyra | Shiokaze Park, Tokyo Arbitru(i): José María Padrón (ESP), Agnieszka Myszkowska (POL) Raport(e): Rezultat |
| 24 iulie 2021 11:00 | (21–19, 21–11) |     |                  | Shiokaze Park, Tokyo Arbitru(i): José María Padrón (ESP), Agnieszka Myszkowska (POL) Raport(e): Rezultat |

| 24 iulie 2021 20:00 | Bansley – Wilkerson   | 1–2 | Wang F – Xia | Shiokaze Park, Tokyo Arbitru(i): Juan Carlos Saavedra (COL), José María Padrón (ESP) Raport(e): Rezultat |
| 24 iulie 2021 20:00 | (21–18, 15–21, 11–15) |     |              | Shiokaze Park, Tokyo Arbitru(i): Juan Carlos Saavedra (COL), José María Padrón (ESP) Raport(e): Rezultat |

| 27 iulie 2021 11:00 | Bansley – Wilkerson | 2–0 | Gallay – Pereyra | Shiokaze Park, Tokyo Arbitru(i): Mariko Satomi (JPN), Mário Ferro (BRA) Raport(e): Rezultat |
| 27 iulie 2021 11:00 | (22–20, 21–12)      |     |                  | Shiokaze Park, Tokyo Arbitru(i): Mariko Satomi (JPN), Mário Ferro (BRA) Raport(e): Rezultat |

| 27 iulie 2021 22:00 | Ágatha – Duda  | 0–2 | Wang F – Xia | Shiokaze Park, Tokyo Arbitru(i): Davide Crescentini (ITA), Osvaldo Sumavil (ARG) Raport(e): Rezultat |
| 27 iulie 2021 22:00 | (18–21, 14–21) |     |              | Shiokaze Park, Tokyo Arbitru(i): Davide Crescentini (ITA), Osvaldo Sumavil (ARG) Raport(e): Rezultat |

| 29 iulie 2021 20:00 | Wang F – Xia   | 2–0 | Gallay – Pereyra | Shiokaze Park, Tokyo Arbitru(i): Giovanni Bake (RSA), Roman Pristovakin (RUS) Raport(e): Rezultat |
| 29 iulie 2021 20:00 | (21–14, 21–13) |     |                  | Shiokaze Park, Tokyo Arbitru(i): Giovanni Bake (RSA), Roman Pristovakin (RUS) Raport(e): Rezultat |

| 29 iulie 2021 21:00 | Ágatha – Duda  | 2–0 | Bansley – Wilkerson | Shiokaze Park, Tokyo Arbitru(i): Osvaldo Sumavil (ARG), Davide Crescentini (ITA) Raport(e): Rezultat |
| 29 iulie 2021 21:00 | (21–18, 21–18) |     |                     | Shiokaze Park, Tokyo Arbitru(i): Osvaldo Sumavil (ARG), Davide Crescentini (ITA) Raport(e): Rezultat |

#### Grupa D
| L | Echipa                       | M | V | Î | P | SC | SP | Ratio 1 | PÎ  | PP  | Ratio 2 |
| - | ---------------------------- | - | - | - | - | -- | -- | ------- | --- | --- | ------- |
| 1 | Claes – Sponcil (USA)        | 3 | 3 | 0 | 6 | 6  | 2  | 3,000   | 147 | 110 | 1,336   |
| 2 | Graudiņa – Kravčenoka (LAT)  | 3 | 2 | 1 | 5 | 5  | 3  | 1,667   | 135 | 120 | 1,125   |
| 3 | Ana Patrícia – Rebecca (BRA) | 3 | 1 | 2 | 4 | 4  | 4  | 1,000   | 141 | 123 | 1,146   |
| 4 | Makokha – Khadambi (KEN)     | 3 | 0 | 3 | 3 | 0  | 6  | 0,000   | 58  | 126 | 0,460   |

Legendă:
M= meciuri jucate, V=victorii, Î=înfrângeri, P=puncte, SC=seturi câștigate, SP=seturi pierdute, Ratio 1=seturi câștigate/seturi pierdute, PM=puncte marcate, PP=puncte încasate, Ratio 2=puncte câștigate/puncte pierdute
| 26 iulie 2021 09:00 | Claes – Sponcil       | 2–1 | Kravčenoka – Graudiņa | Shiokaze Park, Tokyo Arbitru(i): Charalampos Papadogoulas (GRE), Giovanni Bake (RSA) Raport(e): Rezultat |
| 26 iulie 2021 09:00 | (21–13, 16–21, 15–11) |     |                       | Shiokaze Park, Tokyo Arbitru(i): Charalampos Papadogoulas (GRE), Giovanni Bake (RSA) Raport(e): Rezultat |

| 26 iulie 2021 11:00 | Ana Patrícia – Rebecca | 2–0 | Makokha – Khadambi | Shiokaze Park, Tokyo Arbitru(i): Agnieszka Myszkowska (POL), Charalampos Papadogoulas (GRE) Raport(e): Rezultat |
| 26 iulie 2021 11:00 | (21–15, 21–9)          |     |                    | Shiokaze Park, Tokyo Arbitru(i): Agnieszka Myszkowska (POL), Charalampos Papadogoulas (GRE) Raport(e): Rezultat |

| 28 iulie 2021 11:00 | Ana Patrícia – Rebecca | 1–2 | Kravčenoka – Graudiņa | Shiokaze Park, Tokyo Arbitru(i): Juan Carlos Saavedra (COL), Charalampos Papadogoulas (GRE) Raport(e): Rezultat |
| 28 iulie 2021 11:00 | (15–21, 21–12, 12–15)  |     |                       | Shiokaze Park, Tokyo Arbitru(i): Juan Carlos Saavedra (COL), Charalampos Papadogoulas (GRE) Raport(e): Rezultat |

| 29 iulie 2021 09:00 | Claes – Sponcil | 2–0 | Makokha – Khadambi | Shiokaze Park, Tokyo Arbitru(i): Mariko Satomi (JPN), Giovanni Bake (RSA) Raport(e): Rezultat |
| 29 iulie 2021 09:00 | (21–8, 21–6)    |     |                    | Shiokaze Park, Tokyo Arbitru(i): Mariko Satomi (JPN), Giovanni Bake (RSA) Raport(e): Rezultat |

| 31 iulie 2021 09:00 | Ana Patrícia – Rebecca | 1–2 | Claes – Sponcil | Shiokaze Park, Tokyo Arbitru(i): Wang Lijun (CHN), Roman Pristovakin (RUS) Raport(e): Rezultat |
| 31 iulie 2021 09:00 | (21–17, 19–21, 11–15)  |     |                 | Shiokaze Park, Tokyo Arbitru(i): Wang Lijun (CHN), Roman Pristovakin (RUS) Raport(e): Rezultat |

| 31 iulie 2021 10:00 | Kravčenoka – Graudiņa | 2–0 | Makokha – Khadambi | Shiokaze Park, Tokyo Arbitru(i): Osvaldo Sumavil (ARG), Mário Ferro (BRA) Raport(e): Rezultat |
| 31 iulie 2021 10:00 | (21–6, 21–14)         |     |                    | Shiokaze Park, Tokyo Arbitru(i): Osvaldo Sumavil (ARG), Mário Ferro (BRA) Raport(e): Rezultat |

#### Grupa E
| L | Echipa                           | M | V | Î | P | SC | SP | Ratio 1 | PÎ  | PP  | Ratio 2 |
| - | -------------------------------- | - | - | - | - | -- | -- | ------- | --- | --- | ------- |
| 1 | Makroguzova – Kholomina (COR)    | 3 | 3 | 0 | 6 | 6  | 1  | 6,000   | 135 | 101 | 1,337   |
| 2 | Artacho del Solar – Clancy (AUS) | 3 | 2 | 1 | 5 | 5  | 2  | 2,500   | 126 | 119 | 1,059   |
| 3 | Lidy – Leila (CUB)               | 3 | 1 | 2 | 4 | 2  | 4  | 0,500   | 98  | 116 | 0,845   |
| 4 | Menegatti – Orsi Toth (ITA)      | 3 | 0 | 3 | 3 | 0  | 6  | 0,000   | 104 | 127 | 0,819   |

Legendă:
M= meciuri jucate, V=victorii, Î=înfrângeri, P=puncte, SC=seturi câștigate, SP=seturi pierdute, Ratio 1=seturi câștigate/seturi pierdute, PM=puncte marcate, PP=puncte încasate, Ratio 2=puncte câștigate/puncte pierdute
| 25 iulie 2021 12:00 | Clancy – Artacho del Solar | 2–0 | Lidy – Leila | Shiokaze Park, Tokyo Arbitru(i): Mário Ferro (BRA), Wang Lijun (CHN) Raport(e): Rezultat |
| 25 iulie 2021 12:00 | (21–15, 21–14)             |     |              | Shiokaze Park, Tokyo Arbitru(i): Mário Ferro (BRA), Wang Lijun (CHN) Raport(e): Rezultat |

| 25 iulie 2021 15:00 | Makroguzova – Kholomina | 2–0 | Menegatti – Orsi Toth | Shiokaze Park, Tokyo Arbitru(i): Charalampos Papadogoulas (GRE), Agnieszka Myszkowska (POL) Raport(e): Rezultat |
| 25 iulie 2021 15:00 | (21–18, 21–15)          |     |                       | Shiokaze Park, Tokyo Arbitru(i): Charalampos Papadogoulas (GRE), Agnieszka Myszkowska (POL) Raport(e): Rezultat |

| 28 iulie 2021 16:00 | Makroguzova – Kholomina | 2–0 | Lidy – Leila | Shiokaze Park, Tokyo Arbitru(i): Davide Crescentini (ITA), Osvaldo Sumavil (ARG) Raport(e): Rezultat |
| 28 iulie 2021 16:00 | (21–16, 21–11)          |     |              | Shiokaze Park, Tokyo Arbitru(i): Davide Crescentini (ITA), Osvaldo Sumavil (ARG) Raport(e): Rezultat |

| 28 iulie 2021 21:00 | Clancy – Artacho del Solar | 2–0 | Menegatti – Orsi Toth | Shiokaze Park, Tokyo Arbitru(i): Agnieszka Myszkowska (POL), Charalampos Papadogoulas (GRE) Raport(e): Rezultat |
| 28 iulie 2021 21:00 | (22–20, 21–19)             |     |                       | Shiokaze Park, Tokyo Arbitru(i): Agnieszka Myszkowska (POL), Charalampos Papadogoulas (GRE) Raport(e): Rezultat |

| 30 iulie 2021 15:00 | Clancy – Artacho del Solar | 1–2 | Makroguzova – Kholomina | Shiokaze Park, Tokyo Arbitru(i): Osvaldo Sumavil (ARG), Giovanni Bake (RSA) Raport(e): Rezultat |
| 30 iulie 2021 15:00 | (8–21, 21–15, 12–15)       |     |                         | Shiokaze Park, Tokyo Arbitru(i): Osvaldo Sumavil (ARG), Giovanni Bake (RSA) Raport(e): Rezultat |

| 30 iulie 2021 20:00 | Menegatti – Orsi Toth | 0–2 | Lidy – Leila | Shiokaze Park, Tokyo Arbitru(i): José María Padrón (ESP), Agnieszka Myszkowska (POL) Raport(e): Rezultat |
| 30 iulie 2021 20:00 | (16–21, 16–21)        |     |              | Shiokaze Park, Tokyo Arbitru(i): José María Padrón (ESP), Agnieszka Myszkowska (POL) Raport(e): Rezultat |

#### Grupa F
| L | Echipa                     | M | V | Î | P | SC | SP | Ratio 1 | PÎ  | PP  | Ratio 2 |
| - | -------------------------- | - | - | - | - | -- | -- | ------- | --- | --- | ------- |
| 1 | Hüberli – Betschart (SUI)  | 3 | 3 | 0 | 6 | 6  | 2  | 3,000   | 111 | 111 | 1,000   |
| 2 | Ludwig – Kozuch (GER)      | 3 | 2 | 1 | 5 | 5  | 2  | 2,500   | 102 | 98  | 1,041   |
| 3 | Ishii – Murakami (JPN)     | 3 | 1 | 2 | 4 | 3  | 4  | 0,750   | 89  | 93  | 0,957   |
| 4 | Hermannová – Sluková (CZE) | 3 | 0 | 3 | 3 | 0  | 6  | 0,000   | 0   | 126 | 0,000   |

Legendă:
M= meciuri jucate, V=victorii, Î=înfrângeri, P=puncte, SC=seturi câștigate, SP=seturi pierdute, Ratio 1=seturi câștigate/seturi pierdute, PM=puncte marcate, PP=puncte încasate, Ratio 2=puncte câștigate/puncte pierdute
| 24 iulie 2021 09:00 | Ishii – Murakami | 2–0 Victorie acordată | Hermannová – Sluková | Shiokaze Park, Tokyo Arbitru(i): Agnieszka Myszkowska (POL), Juan Carlos Saavedra (COL) Raport(e): Rezultat |
| 24 iulie 2021 09:00 |                  |                       |                      | Shiokaze Park, Tokyo Arbitru(i): Agnieszka Myszkowska (POL), Juan Carlos Saavedra (COL) Raport(e): Rezultat |

| 24 iulie 2021 15:00 | Betschart – Hüberli   | 2–1 | Kozuch – Ludwig | Shiokaze Park, Tokyo Arbitru(i): Brig Beatie (USA), Mariko Satomi (JPN) Raport(e): Rezultat |
| 24 iulie 2021 15:00 | (23–25, 22–20, 16–14) |     |                 | Shiokaze Park, Tokyo Arbitru(i): Brig Beatie (USA), Mariko Satomi (JPN) Raport(e): Rezultat |

| 26 iulie 2021 16:00 | Betschart – Hüberli | 2–0 Victorie acordată | Hermannová – Sluková | Shiokaze Park, Tokyo Raport(e): Rezultat |
| 26 iulie 2021 16:00 |                     |                       |                      | Shiokaze Park, Tokyo Raport(e): Rezultat |

| 26 iulie 2021 20:00 | Ishii – Murakami | 0–2 | Kozuch – Ludwig | Shiokaze Park, Tokyo Arbitru(i): Giovanni Bake (RSA), Juan Carlos Saavedra (COL) Raport(e): Rezultat |
| 26 iulie 2021 20:00 | (17–21, 20–22)   |     |                 | Shiokaze Park, Tokyo Arbitru(i): Giovanni Bake (RSA), Juan Carlos Saavedra (COL) Raport(e): Rezultat |

| 28 iulie 2021 10:00 | Ishii – Murakami      | 1–2 | Betschart – Hüberli | Shiokaze Park, Tokyo Arbitru(i): Rui Carvalho (POR), Brig Beatie (USA) Raport(e): Rezultat |
| 28 iulie 2021 10:00 | (21–14, 19–21, 12–15) |     |                     | Shiokaze Park, Tokyo Arbitru(i): Rui Carvalho (POR), Brig Beatie (USA) Raport(e): Rezultat |

| 28 iulie 2021 15:00 | Kozuch – Ludwig | 2–0 Victorie acordată | Hermannová – Sluková | Shiokaze Park, Tokyo Raport(e): Rezultat |
| 28 iulie 2021 15:00 |                 |                       |                      | Shiokaze Park, Tokyo Raport(e): Rezultat |

Note
- ^1 - Echipa Hermannova – Slukova (CZE) nu a putut să joace acest meci din cauza regulilor de Covid-19. Conform regulilor de volei pe plajă, cealaltă echipă a primit două puncte, iar echipa cehă a primit 1 punct pentru înfrângere.

#### Clasamentul echipelor de pe locul 3
Primele două echipe s-au calificat direct în optimile de finală, celelalte patru s-au calificat în play-off, câștigătoarele calificându-se în optimile de finală.
| L | Echipa                       | M | V | Î | P | SC | SP | Ratio 1 | PÎ  | PP  | Ratio 2 |
| - | ---------------------------- | - | - | - | - | -- | -- | ------- | --- | --- | ------- |
| 1 | Ana Patrícia – Rebecca (BRA) | 3 | 1 | 1 | 4 | 4  | 4  | 1,000   | 141 | 123 | 1,146   |
| 2 | Bansley – Wilkerson (CAN)    | 3 | 1 | 2 | 4 | 3  | 4  | 0,750   | 126 | 128 | 0,984   |
| 3 | Ishii – Murakami (JPN)       | 3 | 1 | 2 | 4 | 3  | 4  | 0,750   | 89  | 93  | 0,957   |
| 4 | Stam – Schoon (NED)          | 3 | 1 | 2 | 4 | 2  | 4  | 0,500   | 113 | 123 | 0,919   |
| 5 | Lidy – Leila (CUB)           | 3 | 1 | 2 | 4 | 2  | 4  | 0,500   | 98  | 116 | 0,845   |
| 6 | Liliana – Baquerizo (ESP)    | 3 | 1 | 2 | 4 | 2  | 5  | 0,400   | 108 | 137 | 0,788   |

Legendă:
M= meciuri jucate, V=victorii, Î=înfrângeri, P=puncte, SC=seturi câștigate, SP=seturi pierdute, Ratio 1=seturi câștigate/seturi pierdute, PM=puncte marcate, PP=puncte încasate, Ratio 2=puncte câștigate/puncte pierdute

##### Playoff
| 31 July 2021 17:00 | Ishii – Murakami | 0–2 | Liliana – Baquerizo | Shiokaze Park, Tokyo Arbitru(i): Charalampos Papadogoulas (GRE), Brig Beatie (USA) Raport(e): Rezultat |
| 31 July 2021 17:00 | (15–21, 10–21)   |     |                     | Shiokaze Park, Tokyo Arbitru(i): Charalampos Papadogoulas (GRE), Brig Beatie (USA) Raport(e): Rezultat |

| 31 July 2021 20:00 | Stam – Schoon  | 0–2 | Lidy – Leila | Shiokaze Park, Tokyo Arbitru(i): Roman Pristovakin (RUS), Giovanni Bake (RSA) Raport(e): Rezultat |
| 31 July 2021 20:00 | (17–21, 17–21) |     |              | Shiokaze Park, Tokyo Arbitru(i): Roman Pristovakin (RUS), Giovanni Bake (RSA) Raport(e): Rezultat |

### Faza eliminatorie
|  | Optimi de finală                 | Optimi de finală                 |                                  |   | Sferturi de finală             | Sferturi de finală             |          |          | Semifinale | Semifinale |  |  | Meciul pentru medalia de aur | Meciul pentru medalia de aur |
|  |                                  |                                  |                                  |   |                                |                                |          |          |            |            |  |  |                              |                              |
|  | 2 august                         |                                  |                                  |   |                                |                                |          |          |            |            |  |  |                              |                              |
|  |                                  |                                  |                                  |   |                                |                                |          |          |            |            |  |  |                              |                              |
|  | Pavan – Humana-Paredes (CAN)     | 2                                |                                  |   |                                |                                |          |          |            |            |  |  |                              |                              |
|  | Pavan – Humana-Paredes (CAN)     | 2                                | 3 august                         |   |                                |                                |          |          |            |            |  |  |                              |                              |
|  | Liliana – Baquerizo (ESP)        | 0                                |                                  |   |                                |                                |          |          |            |            |  |  |                              |                              |
|  | Liliana – Baquerizo (ESP)        | 0                                | Pavan – Humana-Paredes (CAN)     | 1 |                                |                                |          |          |            |            |  |  |                              |                              |
|  | 1 august                         |                                  | Pavan – Humana-Paredes (CAN)     | 1 |                                |                                |          |          |            |            |  |  |                              |                              |
|  |                                  | Clancy – Artacho del Solar (AUS) | 2                                |   |                                |                                |          |          |            |            |  |  |                              |                              |
|  | Clancy – Artacho del Solar (AUS) | Clancy – Artacho del Solar (AUS) | 2                                | 2 |                                |                                |          |          |            |            |  |  |                              |                              |
|  | Clancy – Artacho del Solar (AUS) |                                  | 5 august                         | 2 |                                |                                |          |          |            |            |  |  |                              |                              |
|  | Xue – Wang X (CHN)               | 0                                |                                  |   |                                |                                |          |          |            |            |  |  |                              |                              |
|  | Xue – Wang X (CHN)               | 0                                | Clancy – Artacho del Solar (AUS) | 2 |                                |                                |          |          |            |            |  |  |                              |                              |
|  | 1 august                         |                                  | Clancy – Artacho del Solar (AUS) | 2 |                                |                                |          |          |            |            |  |  |                              |                              |
|  |                                  | Kravčenoka – Graudiņa (LAT)      | 0                                |   |                                |                                |          |          |            |            |  |  |                              |                              |
|  | Makroguzova – Kholomina (COR)    | Kravčenoka – Graudiņa (LAT)      | 0                                | 1 |                                |                                |          |          |            |            |  |  |                              |                              |
|  | Makroguzova – Kholomina (COR)    | 3 august                         |                                  | 1 |                                |                                |          |          |            |            |  |  |                              |                              |
|  | Kravčenoka – Graudiņa (LAT)      | 2                                |                                  |   |                                |                                |          |          |            |            |  |  |                              |                              |
|  | Kravčenoka – Graudiņa (LAT)      | 2                                | Kravčenoka – Graudiņa (LAT)      | 2 |                                |                                |          |          |            |            |  |  |                              |                              |
|  | 1 august                         |                                  | Kravčenoka – Graudiņa (LAT)      | 2 |                                |                                |          |          |            |            |  |  |                              |                              |
|  |                                  | Bansley – Wilkerson (CAN)        | 1                                |   |                                |                                |          |          |            |            |  |  |                              |                              |
|  | Bansley – Wilkerson (CAN)        | Bansley – Wilkerson (CAN)        | 1                                | 2 |                                |                                |          |          |            |            |  |  |                              |                              |
|  | Bansley – Wilkerson (CAN)        |                                  | 6 august                         | 2 |                                |                                |          |          |            |            |  |  |                              |                              |
|  | Claes – Sponcil (USA)            | 1                                |                                  |   |                                |                                |          |          |            |            |  |  |                              |                              |
|  | Claes – Sponcil (USA)            | 1                                | Clancy – Artacho del Solar (AUS) | 0 |                                |                                |          |          |            |            |  |  |                              |                              |
|  | 1 august                         |                                  | Clancy – Artacho del Solar (AUS) | 0 |                                |                                |          |          |            |            |  |  |                              |                              |
|  |                                  | Ross – Klineman (USA)            | 2                                |   |                                |                                |          |          |            |            |  |  |                              |                              |
|  | Wang F – Xia (CHN)               | Ross – Klineman (USA)            | 2                                | 0 |                                |                                |          |          |            |            |  |  |                              |                              |
|  | Wang F – Xia (CHN)               | 3 august                         |                                  | 0 |                                |                                |          |          |            |            |  |  |                              |                              |
|  | Ana Patrícia – Rebecca (BRA)     | 2                                |                                  |   |                                |                                |          |          |            |            |  |  |                              |                              |
|  | Ana Patrícia – Rebecca (BRA)     | 2                                | Ana Patrícia – Rebecca (BRA)     | 1 |                                |                                |          |          |            |            |  |  |                              |                              |
|  | 1 august                         |                                  | Ana Patrícia – Rebecca (BRA)     | 1 |                                |                                |          |          |            |            |  |  |                              |                              |
|  |                                  | Heidrich – Vergé-Dépré (SUI)     | 2                                |   |                                |                                |          |          |            |            |  |  |                              |                              |
|  | Heidrich – Vergé-Dépré (SUI)     | Heidrich – Vergé-Dépré (SUI)     | 2                                | 2 |                                |                                |          |          |            |            |  |  |                              |                              |
|  | Heidrich – Vergé-Dépré (SUI)     |                                  | 5 august                         | 2 |                                |                                |          |          |            |            |  |  |                              |                              |
|  | Hüberli – Betschart (SUI)        | 1                                |                                  |   |                                |                                |          |          |            |            |  |  |                              |                              |
|  | Hüberli – Betschart (SUI)        | 1                                | Heidrich – Vergé-Dépré (SUI)     | 0 |                                |                                |          |          |            |            |  |  |                              |                              |
|  | 1 august                         |                                  | Heidrich – Vergé-Dépré (SUI)     | 0 |                                |                                |          |          |            |            |  |  |                              |                              |
|  |                                  | Ross – Klineman (USA)            | 2                                |   | Meciul pentru medalia de bronz | Meciul pentru medalia de bronz |          |          |            |            |  |  |                              |                              |
|  | Kozuch – Ludwig (GER)            | Ross – Klineman (USA)            | 2                                | 2 | Meciul pentru medalia de bronz | Meciul pentru medalia de bronz |          |          |            |            |  |  |                              |                              |
|  | Kozuch – Ludwig (GER)            | 3 august                         | 3 august                         | 2 |                                |                                | 6 august | 6 august |            |            |  |  |                              |                              |
|  | Ágatha – Duda (BRA)              | 3 august                         | 3 august                         | 1 |                                |                                | 6 august | 6 august |            |            |  |  |                              |                              |
|  | Ágatha – Duda (BRA)              | Kozuch – Ludwig (GER)            | 0                                | 1 | Kravčenoka – Graudiņa (LAT)    | 0                              |          |          |            |            |  |  |                              |                              |
|  | 2 august                         | Kozuch – Ludwig (GER)            | 0                                |   | Kravčenoka – Graudiņa (LAT)    | 0                              |          |          |            |            |  |  |                              |                              |
|  |                                  | Ross – Klineman (USA)            | 2                                |   | Heidrich – Vergé-Dépré (SUI)   | 2                              |          |          |            |            |  |  |                              |                              |
|  | Lidy – Leila (CUB)               | Ross – Klineman (USA)            | 2                                | 0 | Heidrich – Vergé-Dépré (SUI)   | 2                              |          |          |            |            |  |  |                              |                              |
|  | Lidy – Leila (CUB)               |                                  |                                  | 0 |                                |                                |          |          |            |            |  |  |                              |                              |
|  | Ross – Klineman (USA)            | 2                                |                                  |   |                                |                                |          |          |            |            |  |  |                              |                              |
|  | Ross – Klineman (USA)            | 2                                |                                  |   |                                |                                |          |          |            |            |  |  |                              |                              |

## Clasament final
| \| Loc \| Echipă[6] \| \| --- \| -------------------------------- \| \| 1 \| Ross – Klineman (USA) \| \| 2 \| Clancy – Artacho del Solar (AUS) \| \| 3 \| Heidrich – Vergé-Dépré (SUI) \| \| 4 \| Kravčenoka – Graudiņa (LAT) \| \| 5 \| Ana Patrícia – Rebecca (BRA) \| \| 5 \| Bansley – Wilkerson (CAN) \| \| 5 \| Pavan – Humana-Paredes (CAN) \| \| 5 \| Kozuch – Ludwig (GER) \| \| 9 \| Ágatha – Duda (BRA) \| \| 9 \| Wang F – Xia (CHN) \| \| 9 \| Xue – Wang X (CHN) \| \| 9 \| Lidy – Leila (CUB) \| \| 9 \| Makroguzova – Kholomina (COR) \| \| 9 \| Hüberli – Betschart (SUI) \| \| 9 \| Liliana – Baquerizo (ESP) \| \| 9 \| Claes – Sponcil (USA) \| \| 17 \| Ishii – Murakami (JPN) \| \| 17 \| Stam – Schoon (NED) \| \| 19 \| Gallay – Pereyra (ARG) \| \| 19 \| Hermannová – Sluková (CZE) \| \| 19 \| Sude – Borger (GER) \| \| 19 \| Menegatti – Orsi Toth (ITA) \| \| 19 \| Makokha – Khadambi (KEN) \| \| 19 \| Keizer – Meppelink (NED) \| 1. 2. 3. 4. 5. 6. - Site web oficial |                                  |
| Loc | Echipă                           |
| 1 | Ross – Klineman (USA)            |
| 2 | Clancy – Artacho del Solar (AUS) |
| 3 | Heidrich – Vergé-Dépré (SUI)     |
| 4 | Kravčenoka – Graudiņa (LAT)      |
| 5 | Ana Patrícia – Rebecca (BRA)     |
| 5 | Bansley – Wilkerson (CAN)        |
| 5 | Pavan – Humana-Paredes (CAN)     |
| 5 | Kozuch – Ludwig (GER)            |
| 9 | Ágatha – Duda (BRA)              |
| 9 | Wang F – Xia (CHN)               |
| 9 | Xue – Wang X (CHN)               |
| 9 | Lidy – Leila (CUB)               |
| 9 | Makroguzova – Kholomina (COR)    |
| 9 | Hüberli – Betschart (SUI)        |
| 9 | Liliana – Baquerizo (ESP)        |
| 9 | Claes – Sponcil (USA)            |
| 17 | Ishii – Murakami (JPN)           |
| 17 | Stam – Schoon (NED)              |
| 19 | Gallay – Pereyra (ARG)           |
| 19 | Hermannová – Sluková (CZE)       |
| 19 | Sude – Borger (GER)              |
| 19 | Menegatti – Orsi Toth (ITA)      |
| 19 | Makokha – Khadambi (KEN)         |
| 19 | Keizer – Meppelink (NED)         |